# Psephactus remiger
Psephactus remiger är en skalbaggsart. Psephactus remiger ingår i släktet Psephactus och familjen långhorningar.

## Underarter
Arten delas in i följande underarter:
- P. r. remiger
- P. r. insularis
- P. r. taiwanus